# The Lady of Rage
Robin Yvette Allen (nascida em 6 de fevereiro de 1968), conhecida profissionalmente como The Lady Of Rage, é uma rapper, cantora e atriz americana mais conhecida por suas colaborações com vários outros artistas da Death Row Records, incluindo Dr. Dre e Snoop Dogg nos álbuns seminais, The Chronic e Doggystyle.  A Lady of Rage foi descrita como "uma das MCs femininas mais habilidosas", com "maestria no flow " e "letras hardcore". 

## Biografia
No verão de 1988, a Lady of Rage tinha 20 anos quando conheceu Shahkim, agora conhecido como Black Rushn do Original Outlaw Brothers, um grupo de rap do Queens, Nova York. Depois que Shahkim convenceu a Lady of Rage de que poderia conseguir um contrato com uma gravadora para ela, ele a trouxe para seu grupo. Os membros do Outlaw Brothers fizeram de Rage um membro do grupo, e eles eventualmente assinaram um contrato de produção com o LA Posse (que produziu vários grandes sucessos para LL Cool J). Na época, o LA Posse tinha vários artistas em seu grupo, incluindo MC Wind e Real Roxanne. O LA Posse também teve vários relacionamentos com diferentes gravadoras. Rage, junto com todos os artistas do acampamento, trabalhou diligentemente escrevendo e gravando no Chung King Studios, no sul de Manhattan. Em 1991, a Lady of Rage se encontrou com Chubb Rock, fornecendo vocais para a faixa "Bring Em Home Safe" em seu álbum The One, que ela gravou sob o nome de 'Rockin' Robin'. 
O Dr. Dre descobriu a Lady of Rage depois de ouvir os vocais que ela gravou para o álbum do LA Posse, They Come in All Colors (1991).  Mais tarde, ela apareceu em várias faixas do álbum de 1992 do Dr. Dre The Chronic, e no Doggystyle de Snoop Dogg em 1993. 
Em 26 de julho de 1994, a Lady of Rage lançou o single de sucesso " Afro Puffs " (da trilha sonora de Above the Rim), que alcançou a quinta posição na parada Billboard Hot Rap Singles. Ela também fez uma aparição no álbum Dogg Food do Tha Dogg Pound na faixa "Do What I Feel". Embora tenha feito mais de uma dúzia de aparições em trilhas sonoras e álbuns de seus colegas da Death Row Records, a Dama da Fúria não lançou seu álbum de estreia até 1997. Seu primeiro álbum solo, Necessary Roughness, foi lançado em junho de 1997 e alcançou a 7ª posição na parada de álbuns de R&B da Billboard e a 32ª posição na parada de álbuns da Billboard 200 . Seu álbum solo foi originalmente chamado de Eargasm, mas foi continuamente adiado - o álbum deveria ter sido o próximo álbum da Death Row Records depois de The Chronic, e depois de Doggystyle, antes de finalmente ser lançado em 1997. 
Após o lançamento de seu álbum e uma aparição especial com Gang Starr ao lado de Kurupt ("You Know My Steez (Three Men and a Lady Remix)") em 1998,  Rage deixou a Death Row Records e a indústria musical para se concentrar na atuação, aparecendo em um episódio de Kenan & Kel .  A Dama da Fúria então apareceu no seriado The Steve Harvey Show,  na The WB,  como Coretta Cox, um papel recorrente que ela interpretou de 1997 a 2000. Ela também teve um papel em Next Friday como Baby D, a irmã da ex-namorada de Day Day. 
De 2000 a 2002, ela fez três aparições em músicas de Snoop Dogg: "Set It Off" de seu álbum Tha Last Meal (2000), uma faixa solo, "Unfucwitable", em Snoop Dogg Presents... Estilo cachorrinho Allstars Vol. 1 (2002), e "Batman & Robin", de seu álbum Paid tha Cost to Be da Boss (2002).
Em 2007, Rage assinou com a gravadora de Shante Broadus, Boss Lady Entertainment, e gravou uma mixtape chamada From VA 2 LA.  Ela também fez aparições em Bigg Snoop Dogg Presents… Welcome to tha Chuuch: Da Album (2005) e Cali Iz Active (2006) na música "Keep it Gangsta".
Em 2008, Rage fez parte do movimento FEM (Females Earning Money) junto com outras rappers Babs (da Da Band ), Lady Luck e Amil .  Em 2008, ela se apresentou com MC Lyte, Yo-Yo e Salt-N-Pepa no BET Hip Hop Awards .  No verão de 2010, ela se juntou a Snoop Dogg durante seu set principal na série de shows do festival Rock the Bells, junto com Warren G, RBX e Tha Dogg Pound para uma apresentação do álbum Doggystyle na íntegra.
Em 2011, Rage fez parte do grupo N'Matez, junto com Daz Dillinger, Kurupt e RBX.  Eles lançaram a faixa "Trajical".
Rage assinou contrato para interpretar a si mesma em Dogg Pound 4 Life, um filme biográfico com foco na ascensão do grupo de rap dos anos 1990, Tha Dogg Pound  e foi fotografada em uma postagem no Instagram com Daz Dillinger. 
Rage também fez uma aparição no álbum de 2017 de MC Eiht, Which Way Iz West, na faixa "Heart Cold".

## Discografia

### Álbuns de estúdio
- Necessary Roughness (1997)

### Mixtapes
- VA to LA (2006)

### Solos
- Afro Puffs (1994)

## Filmografia

### Filme
| Ano  | Título                          | Papel                               | Notas       |
| ---- | ------------------------------- | ----------------------------------- | ----------- |
| 1998 | Ride                            | Peaches                             |             |
| 2000 | Next Friday                     | Baby D'                             |             |
| 2001 | Thug Life                       | Ami                                 |             |
| 2005 | Confessions of a Thug           | Seventy-Five                        |             |
| 2011 | The Cookout 2                   | Oficial de controle de lixo Watkins | Filme de TV |
| 2018 | Thriller                        | Página de Emma                      |             |
| 2021 | Judas e o Messias Negro         | Senhora Pantera                     |             |
| 2024 | Miss Cleo: Sua Ascensão e Queda | Youree "Miss Cleo" Harris           | Filme de TV |

### Televisão
| Ano       | Título                | Papel               | Notas                                                                      |
| --------- | --------------------- | ------------------- | -------------------------------------------------------------------------- |
| 1994      | Soul Train            | Ela mesma           | Episódio: "Tony! Toni! Toné!/Jonathan Butler/A Dama da Fúria"              |
| 1997–2001 | The Steve Harvey Show | Coretta "O Boi" Cox | Elenco recorrente: temporada 2–4, convidado: temporada 5                   |
| 1999      | Kenan e Kel           | Yovanda             | Episódio: "Três garotas, um cara e um cinema"                              |
| 2015      | On Ten                | Phyliss             | Episódio: "Piloto"                                                         |
| 2016      | Celebrity Family Feud | Ela mesma           | Episódio: "Snoop Dogg vs. Sugar Ray Leonard/Laila Ali vs. George Hamilton" |
| 2016      | Unsung                | Ela mesma           | Episódio: "Kurupt"                                                         |
| 2017      | Who Killed Tupac?     | Ela mesma           | Episódio: "Costa Leste Vs. Costa Oeste" e "Diabo em um Terno Vermelho"     |
| 2024      | The Equalizer         | Bianca Silva        | Episódio: "A Luta Pela Vida"                                               |

### Documentário
| Ano  | Título                                              | Papel     |
| ---- | --------------------------------------------------- | --------- |
| 2000 | Straight from the Streets                           | Ela mesma |
| 2010 | My Mic Sounds Nice: A Truth About Women and Hip Hop | Ela mesma |
| 2010 | Mics on Fire                                        | Ela mesma |

## Links externos
- Lady of Rage (em inglês) no AllMusic
- The Lady of Rage. no IMDb.
- Lady Of Rage The Lady of Rage (em inglês) no Discogs